# Michael Denner
Michael Denner (* 5. November 1958) ist ein dänischer Gitarrist. Denner wurde als Mitglied der Bands Mercyful Fate und King Diamond bekannt.

## Werdegang
Denner begann im Alter von elf Jahren mit dem Gitarre spielen, nachdem er erstmals die Musik von Led Zeppelin hörte. Beeinflusst von Uli Jon Roth und Michael Schenker schloss sich Denner im Jahre 1978 der Coverband Starchaser an, die Lieder von UFO und Kiss spielt. Bei einem Auftritt in der Schule wurde Denner von Hank Shermann (bürgerlich René Krolmark) entdeckt, der Denner zu seiner Band Brats holte. Nach kurzer Zeit verließ Denner die Band Brats wieder und gründete die Band Danger Zone, die lediglich zwei Demos veröffentlichten.
Nachdem Denner von Sherman erfuhr, dass King Diamond (bürgerlich Kim Bendix Pedersen) neuer Sänger der Bands Brats werden würde kehrte Denner zu dieser Band zurück, aus der Mercyful Fate wurde. Nach der zwischenzeitlichen Auflösung von Mercyful Fate im Jahre 1985 gehörte Denner der Soloband von King Diamond an, verließ diese Band aber nach dem Album Abigail. Daraufhin gründete Denner zusammen mit Hank Sherman die Band Zoser Mez, die nur ein Album veröffentlichten.
Im Jahre 1992 reformierten sich Mercyful Fate. Nach drei Studioalben verließ Denner die Band 1996 erneut, da sein neugeborener Sohn mit einer autistischen Behinderung geboren wurde. Mitte der 2000er Jahre gehörte Denner der Band Force of Evil an, die zwei Studioalben veröffentlichten. Darüber hinaus trat Denner mehrfach als Gastmusiker auf. Beispielsweise spielte er im Jahre 2008 auf dem Volbeat-Album Beyond Hell / Above Heaven bei dem Lied „7 Shots“ ein Gitarrensolo ein.
Im Februar 2015 gaben Shermann und Denner bekannt, ein gemeinsames Projekt namens Denner/Shermann gegründet zu haben. Schlagzeuger der Band ist Snowy Shaw, der bereits für Sabaton und Dimmu Borgir aktiv war.
Michael Denner ist verheiratet und betreibt seit 1988 in Kopenhagen den Plattenladen Beat-Bop.

## Diskografie

### Mit Brats
- 1980: Brats

### Mit Mercyful Fate
- 1983: Melissa
- 1984: Don’t Break the Oath
- 1993: In the Shadows
- 1994: Time
- 1996: Into the Unknown

### Mit King Diamond
- 1986: Fatal Portrait
- 1987: Abigail

### Mit Zoser Mez
- 1991: Vizier of Wasteland

### Mit Force of Evil
- 2004: Force of Evil
- 2005: Black Empire

### Als Gastmusiker
- 1999: Furious Trauma: „The Fifth Season“ auf dem Album Roll the Dice
- 2010: Volbeat: „7 Shots“ auf dem Album Beyond Hell / Above Heaven